# David Clark
David Dana Clark (7 de abril de 1944) é um cientista da computação estadunidense.
Graduou-se pelo Swarthmore College em 1966. Após dois anos, recebeu o grau de mestre e engenheiro em engenharia elétrica pelo Instituto de Tecnologia de Massachusetts (MIT), onde trabalhou na arquitetura de estrada/saída do Multics sob supervisão de Jerry Saltzer. Recebeu seu doutorado em engenharia elétrica pelo MIT em 1973. Entre 1981 e 1989, contribuiu no desenvolvimento da Internet.
Em 1990, recebeu o Prêmio SIGCOMM em reconhecimento às contribuições para a arquitetura e o protocolo da Internet. David também é conhecido por sua teoria de normas intitulada apocalipse dos dois elefantes. Em resumo, ela define que o tempo em que uma norma é estabelecida é crucial para seu sucesso.